# مرتضی محجوب
مرتضی محجوب (متولد ۸ فروردین ۱۳۵۹)، استاد بزرگ شطرنج، قهرمان ایران و عضو تیم ملی شطرنج جمهوری اسلامی ایران می‌باشد. وی سابقه عضویت دائم در تیم ملی ایران از سال ۱۳۷۵ و در رده‌های سنی مختلف دارد. مرتضی محجوب در سالهای ۱۳۸۴ و ۱۳۸۷ قهرمان شطرنج ایران شد. او در تاریخ ۲۲ مرداد ۱۳۸۸، در یک ماراتن به‌طور همزمان با ۵۰۰ شطرنج باز، طی مسابقه‌ای به نام رخ در رخ ۵۰۰ وارد مبارزه شد.
وی همچنین موسس اولین مدرسه شطرنج ایران به نام شهمات می‌باشد .
دختر وی آرتمیس محجوب نیز یکی از شطرنج بازان ایرانی می‌باشد .

## رخ در رخ ۵۰۰
رخ در رخ ۵۰۰ نام مسابقه سیمولتانه (همزمان) شطرنجی بود که بین مرتضی محجوب و پانصد شطرنج باز از سراسر ایران انجام پذیرفت و طی آن مرتضی محجوب با کسب ۳۹۷ پیروزی، ۹۰ تساوی و ۱۳ باخت توانست رکورد سیمولتانه جهان را هم از لحاظ تعداد شرکت‌کننده و هم از لحاظ درصد کسب امتیاز (هشتاد و هشت ممیز چهار دهم درصد امتیازات) به خود اختصاص دهد. این مسابقه حدود هجده ساعت به طول انجامید. مکان این سیمولتانه سالن چند منظوره یادگار امام، واقع در مجموعه انقلاب تهران بود. حامی مالی اصلی این مسابقه شرکت کندی ایتالیا و سایر حامیان آن سازمان تربیت بدنی، فدراسیون شطرنج، کمیته ملی المپیک و شبکه سوم سیما بودند. مسابقه در حضور نایب رئیس لیبیایی فیده، نزار الحاج آغاز گردید. پنجاه داور به این مسابقه نظارت می‌کردند. مسابقه از طریق شبکه سه پخش مستقیم می‌شد و خبرنگاران بسیاری از روزنامه‌ها و کانالهای تلویزیونی در سالن حضور داشتند.
به دلیل حساسیت این مسابقه، تعداد زیادی از هنرمندان و ورزشکاران، در طول هجده ساعت، به سالن رفت‌وآمد داشتند تا از نتیجه مطلع گردند، از جمله این اسامی می‌توان به هادی ساعی و بهزاد خداداد قهرمانان تکواندو، افشین پیروانی، حشمت مهاجرانی، سیروس دین محمدی، فردوس کاویانی، رضا فیاضی، پرستو صالحی، امیر غفارمنش، ساناز سماواتی، فرهاد کاظمی، محمود میران اشاره کرد.
در ساعات اولیه این مبارزه، به دلیل گرمای بیش از حد هوا، مرتضی محجوب با مشکلاتی مواجه بود. اما با نزدیک شدن به ساعات پایانی روز هوای سالن بهتر شد. او تنها در دو نوبت سی دقیقه‌ای برای نهار و شام مسابقه خود را متوقف نمود. در اواخر شب تعدادی از شرکت کنندگان به دلیل فشار ناشی از بازی دچار ضعف و بیحالی شدند که پزشک حاضر در محل اقدام به درمان آن‌ها نمود. سرانجام در حوالی ساعت چهار صبح روز ۲۳ مرداد، مرتضی محجوب توانست رکورد سیمولتانه جهان را از دست کیریل گئورگیف (Kiril Georgiev) بلغاری خارج نماید.
هم‌اکنون رکورد بزرگترین سیمولتانه جهان در اختیاراحسان قائم مقامی، استاد بزرگ شطرنج ایران است که سیمولتانه خود را با ۶۰۴ شطرنجباز را که بیش از ۲۴ ساعت به طول انجامید با کسب ۵۹۰ پیروزی به پایان رساند.